# Schräge Foliation
Schräge Foliation  oder schräges Gefüge ist eine während des tektonischen Verformungsprozesses entstehende spezielle Art von Foliation. Dieses Gefüge tritt hauptsächlich in quarzreichen Lagen von Myloniten auf. Es wird in der Mikrotektonik, einem Teilgebiet der Strukturgeologie, zur Bestimmung des jeweiligen Schersinns verwendet.

## Beschreibung der Struktur

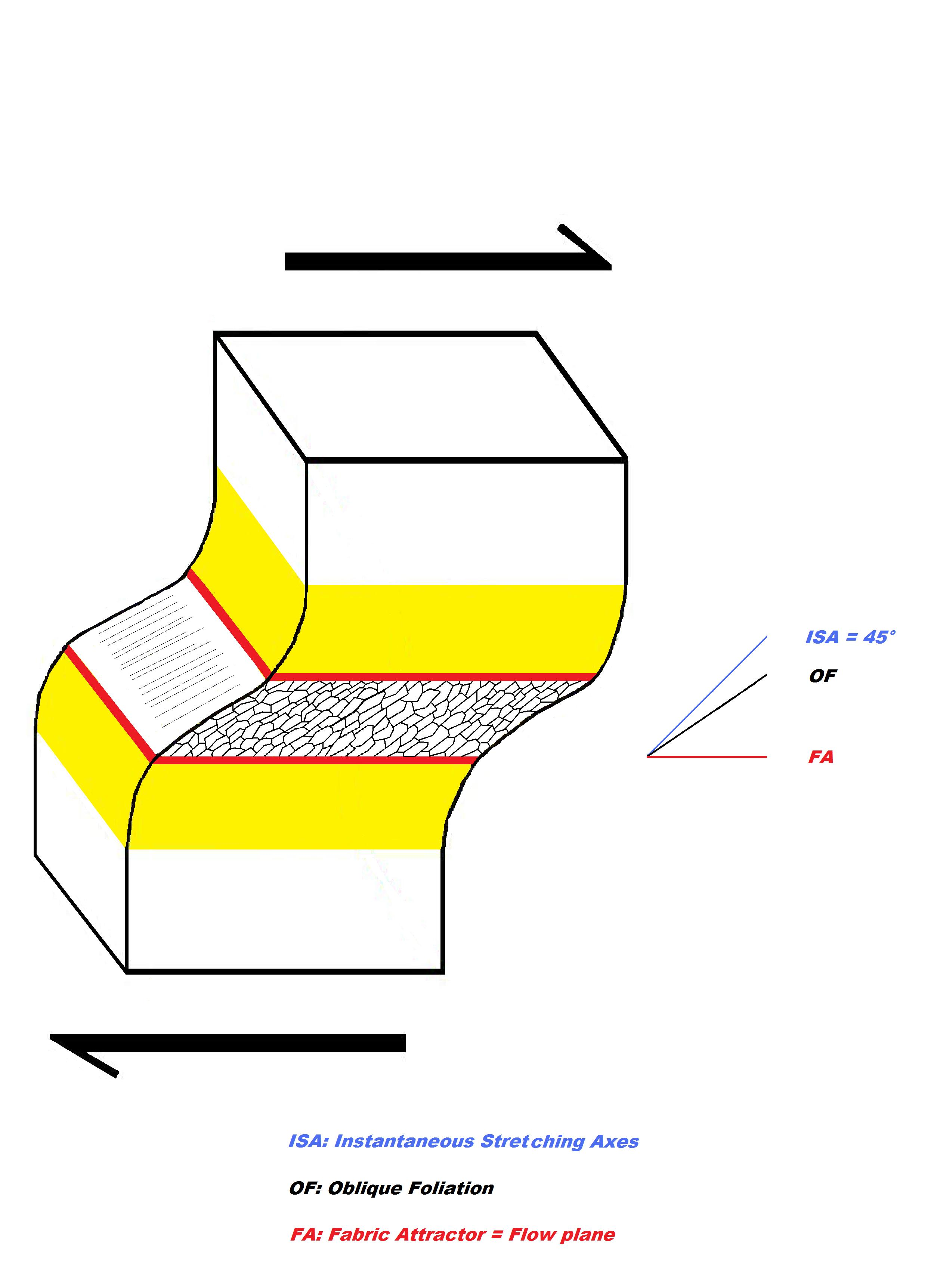
Schematische Darstellung einer Quarzlage mit schräger Foliation in einer dextralen Scherzone. Die geometrischen Verhältnisse der Gefügeelemente sind angegeben.

Schräge Foliation wird in Scherzonen angetroffen. Das Gefüge entsteht durch Scherbewegungen innerhalb dieser Verformungsbereiche. Wie der Name schon andeutet, bildet schräge Foliation einen spitzen Winkel mit dem Rand der Scherzone (dem sogenannten Gefügeattraktor, in Englisch fabric attractor) bzw. mit eventuell vorhandenen internen Lagen. Der spitze Winkel bewegt sich gewöhnlich zwischen 40° und 20°. In manchen  ultramylonitischen Scherzonen werden sogar nur um die 5° gemessen. Es kommen aber auch gelegentlich Winkel > 45° vor. Bei näherem Betrachten lässt sich erkennen, dass die Foliation aus einer Unmenge kleiner, in etwa gleich großer, ausgelängter, parallel angeordneter Körner aufgebaut ist.
Schräge Foliation ist folglich ein Gefüge, das eine bevorzugte Einregelung der Kornformen aufweist (engl. shape preferred orientation – SPO).
In ihrer geometrischen Ausbildung ähnelt schräge Foliation dem (Typus I) S-C-Gefüge, in welchem jedoch die ausgelängten Körner durch eine wahre Schieferung oder Foliation ersetzt werden. S-C-Gefüge enthält überdies Scherflächen (C-Flächen). Gelegentlich werden Glimmerfische in das Gefüge inkorporiert. Diese Struktur wird dann als Typus II S-C-Gefüge bezeichnet (nach Lister und Snoke, 1984).

## Entstehung der Struktur
Schräge Foliationsgefüge haben zwar einen dynamischen Gleichgewichtszustand erreicht, die Gesamtverformung geben sie aber keinesfalls wieder. Dies erklärt sich wie folgt:
Es wird davon ausgegangen, dass die Struktur aus einem Zusammenspiel zweier einander entgegengesetzter Prozesse hervorgeht, nämlich einerseits aus dem Prozess der passiven Abplattung und Drehung der betroffenen Körner in einem nicht-koaxialen Verformungsfeld sowie andererseits aus dem Prozess der Korngrenzenwanderung, welche die entstehende Einregelung teilweise wieder zerstört. Die Scherdeformation bewirkt eine Ausrichtung der Körner mit der maximalen Auslängungsrichtung des inkrementellen Verformungsellipsoids (eng. strain ellipsoid) bzw. mit den  Instantanen Streckungsachsen (ISA), wohingegen der dynamische Rekristallisationsprozess (zu erkennen an den gleichförmigen, regelmäßigen Körnern) dem mittels Bildung neuer, gleich großer und verformungsfreier Körner entgegenarbeitet. Letzterer Prozess kann dabei nur unter Zerstörung bereits bestehender Körner erfolgen.
Während der fortschreitenden Deformation verbleibt die Foliation in ihrer Ausrichtung daher relativ stationär gegenüber dem  kinematischen Bezugsrahmen und wird nicht vollkommen in den Gefügeattraktor gedreht. Folglich bleibt die schräge Foliation hinter dem totalen Verformungsellipsoid zurück und gibt nur den jeweils letzten Abschnitt im Verformungsgeschehen wider.

## Vorkommen der Struktur
Schräge Foliation ist an Scherzonen gebunden und findet sich hier vorwiegend in monomineralischen Gesteinen, kann aber auch in polymineralischen Gesteinen vorkommen. Sämtliche Metamorphosegrade werden von der Struktur abgedeckt, von tiefgradigen hin zu hochgradigen metamorphen Gesteinen. Hauptsächliche Vorkommen sind monomineralische Lagen von beispielsweise Quarz, Muskovit sowie Kalzit in geschichteten Myloniten. Beschreibungen der Struktur liegen vor für Quarz in Quarziten, für Kalzit in Karbonatgesteinen und für Olivin in Peridotiten. Schräge Foliation ist auch aus Felsanalogen wie Eis oder künstlich hergestelltem Oktachloropropan bekannt.

## Theoretische Überlegungen
Der Winkel zwischen der schrägen Foliation und dem Gefügeattraktor ist eine Funktion folgender Parameter:
- dynamische Vortizität Wk.
- Verformungsrate dγ/dt.
- Rekristallisationsrate (und indirekt dadurch die Temperatur T).

Es wurden Rückschlüsse mittels einer Winkelmessung auf die Vortizität Wk gemacht; dies ist aber problematisch, da sämtliche anderen Parameter unberücksichtigt bleiben.
Ein andersgeartetes Problem stellen Winkel > 45° dar, die mit der gängigen Theorie nicht zu erklären sind (z. B. kann die ISA 45° nicht überschreiten). Möglicherweise macht sich hier der Einfluss von transtensionellen Scherzonen bemerkbar, die mittels ihrer distensiven Komponente die gewöhnliche schräge Foliation < 45° in eine steilere Lage bringt.

## Bedeutung der Struktur
Der Hauptverwendungszweck der schrägen Foliation besteht in ihrer Bestimmung des Schersinns in der jeweiligen Scherzone. Die Foliation legt sich in die Scherrichtung hinein, folgt also der Fließrichtung, d. h. in einer dextralen Scherzone legt sie sich nach rechts, und umgekehrt in einer sinistralen Scherzone nach links. Im Verbund mit anderen Indikatoren, wie beispielsweise δ-Objekte, liefert die schräge Foliation eine sehr sichere Aussage über die fragliche Scherrichtung.